# نيك لينتز
نيك لينتز (بالإنجليزية: Nik Lentz؛ مواليد 13 أغسطس 1984) هو مقاتل فنون القتال المختلطة أمريكي.

## وصلات خارجية
- نيك لينتز على موقع يو إف سي (الإنجليزية)
- نيك لينتز على موقع شيردوغ (الإنجليزية)
- نيك لينتز على موقع Tapology.com (الإنجليزية)